# Heteropalpus pretiosus
Heteropalpus pretiosus is een keversoort uit de familie Disteniidae. De wetenschappelijke naam van de soort is voor het eerst geldig gepubliceerd in 1843 door Buquet.